# 林博康
林 博康（はやし ひろやす、1971年6月15日 - ）は、大阪府東大阪市出身の元プロ野球選手（外野手）。

## 来歴・人物
鹿児島実業高では投手も務め、3年夏は県大会準決勝で井上一樹が先発した鹿児島商に敗れた。1989年のプロ野球ドラフト会議でロッテオリオンズから6位指名を受け入団。
プロ1年目の1990年に一軍で初打席初本塁打を放ち、鮮烈なデビューを果たし高卒ルーキーながら10試合に出場する。しかし、その後は怪我により1991年から1994年まで一軍出場機会がなかった。
1995年は、マイナーリーグ・1Aのバイセイリア・オークスに野球留学して打率.268と活躍していたところ、5月25日に呼び戻され一軍に合流し自己最多の51試合に出場した。同年の9月15日からの対オリックス3連戦（グリーンスタジアム神戸）では、15日に野田浩司から決勝のソロ本塁打、さらに17日には佐藤義則から追撃のソロ本塁打を放ち、マジック1と優勝目前のオリックスの地元胴上げ阻止に大いに貢献した。しかし、その後は再び怪我に悩まされ、1998年に戦力外通告を受け現役を引退した。
2016年の学生野球資格回復研修を受講したうえで、翌2017年2月7日に日本学生野球協会より学生野球資格回復の適性認定を受けたことにより、学生野球選手への指導が可能となった。

## 詳細情報

### 年度別打撃成績
| 年 度     | 球 団     | 試 合 | 打 席 | 打 数 | 得 点 | 安 打 | 二 塁 打 | 三 塁 打 | 本 塁 打 | 塁 打 | 打 点 | 盗 塁 | 盗 塁 死 | 犠 打 | 犠 飛 | 四 球 | 敬 遠 | 死 球 | 三 振 | 併 殺 打 | 打 率 | 出 塁 率 | 長 打 率 | O P S |
| --------- | --------- | ----- | ----- | ----- | ----- | ----- | -------- | -------- | -------- | ----- | ----- | ----- | -------- | ----- | ----- | ----- | ----- | ----- | ----- | -------- | ----- | -------- | -------- | ----- |
| 1990      | ロッテ    | 10    | 14    | 13    | 3     | 3     | 0        | 0        | 1        | 6     | 3     | 0     | 0        | 0     | 0     | 1     | 0     | 0     | 6     | 0        | .231  | .286     | .462     | .747  |
| 1995      | ロッテ    | 51    | 146   | 130   | 12    | 31    | 3        | 1        | 4        | 48    | 12    | 0     | 1        | 5     | 0     | 10    | 0     | 1     | 25    | 1        | .238  | .298     | .369     | .667  |
| 1996      | ロッテ    | 31    | 78    | 64    | 5     | 12    | 0        | 0        | 0        | 12    | 2     | 1     | 0        | 2     | 0     | 12    | 0     | 0     | 12    | 0        | .188  | .316     | .188     | .503  |
| 1997      | ロッテ    | 1     | 2     | 2     | 0     | 0     | 0        | 0        | 0        | 0     | 0     | 0     | 0        | 0     | 0     | 0     | 0     | 0     | 1     | 0        | .000  | .000     | .000     | .000  |
| 通算：4年 | 通算：4年 | 93    | 240   | 209   | 20    | 46    | 3        | 1        | 5        | 66    | 17    | 1     | 1        | 7     | 0     | 23    | 0     | 1     | 44    | 1        | .220  | .300     | .316     | .616  |

### 記録
- 初出場：1990年6月27日、対近鉄バファローズ8回戦（日生球場）、10回表にマイク・ディアズの代走として出場
- 初打席・初安打・初本塁打・初打点：1990年6月29日、対福岡ダイエーホークス10回戦（平和台球場）、6回表に福澤洋一の代打として出場、井上祐二からソロ　※史上27人目の初打席初本塁打
- 初先発出場：1990年7月11日、対近鉄バファローズ11回戦（川崎球場）、9番・左翼手として先発出場

### 背番号
- 53 （1990年 - 1995年）
- 23 （1996年 - 1998年）